# Фольке Товстий
Фольке Товстий (швед. Folke den tjocke) — середньовічний шведський магнат, який жив приблизно на початку 1100-х років. Згідно з хронікою Саксона Граматика «Діяння данів», це була «найблагородніша людина у Швеції».
Саксон також говорить, що Фольке був одружений з Інґеґерд Кнудсдаттер, дочкою короля Данії Кнуда IV Святого, який був убитий в 1086. Разом з нею Фольке був батьком Бенґта Снівіля та Кнута Фолькессона, а також дідом Бірґера Броси. За словами Йоганнеса Буреуса, він повинен був бути сином Інґевальда Фолькессона і онуком Фольке Фільбютера, але ці дані настільки застаріли, що не заслуговують на довіру.